# Jesús Chamorro
Jesús María Chamorro González (Oviedo, 21 de agosto de 1964) es un jurista español, presidente del Tribunal Superior de Justicia de Asturias desde 2019.

## Biografía

### Formación universitaria y carrera judicial
Años después de obtener la licenciatura (1987) en la Universidad de Oviedo, defendió su tesis doctoral "El control judicial de la actividad administrativa. Anomalías y disfunciones competenciales en nuestro sistema de justicia administrativa", en junio de 2015, en la Universidad de Oviedo.
Tiempo atrás, en 1990, había comenzado su carrera judicial en el juzgado de Primera Instancia e Instrucción número 1 de Pravia. Entre 1992 y 1993 se hizo cargo de un juzgado de lo Social en Cádiz. En 1993 pasó a la sala de lo Contencioso-Administrativo del Tribunal Superior de Justicia del País Vasco, donde permaneció hasta 1998.
En 1998 regresó al Principado de Asturias. Primero en un juzgado de lo Contencioso-Administrativo de Oviedo (1998-2004) y después como presidente de la sala de esa especialidad en el Tribunal Superior de Justicia de Asturias (2014-2019). En diciembre de 2019, tomó posesión como presidente del Tribunal Superior de Justicia de Asturias.

### Actividad docente e investigadora
Profesor de Derecho Administrativo y de Derecho Financiero y Tributario (1993-2012), en la Escuela de Práctica Jurídica de Gijón (Universidad Nacional de Educación a Distancia UNED). También ha ejercido la docencia puntualmente en la Universidad Politécnica de Madrid, Asturias Business School, Instituto de Estudios Fiscales del Ministerio de Economía y Hacienda.
Ha participado en el proyecto de investigación de la Universidad de Oviedo "Reformas recientes y pendientes del sistema tributario español, en un contexto de descentralización" (2018).
Autor de decenas de artículos, colaboró con la revista Actualidad Administrativa para jurisprudencia de tribunales superiores de justicia, del Tribunal Constitucional y del Tribunal Supremo y con el Centro de documentación judicial (Cendoj) como analista de jurisprudencia en materia contencioso-administrativa.

### Nuevos retos
Tras su toma de posesión como presidente del TSJA, Chamorro se enfrenta a nuevos retos que tendrá que solventar en los próximos años. Concretamente:
- Encontrar una solución para los Juzgados de Luarca.
- La creación de equipos psicosociales que eviten a los jueces de familia esperar dos años para obtener informes que les ayuden a tomar decisiones.
- La unificación de las sedes judiciales, que se encuentran dispersas en Oviedo. En enero de 2020, Chamorro se reunió con Santiago García Granda, rector de la Universidad de Oviedo con el fin de buscar una solución a este tema.[10] Se está pensando aglutinar las sedes judiciales en la zona de Llamaquique (Oviedo), para lo que se ve necesario la reubicación y concentración de diversos edificios docentes en un campus universitario en la zona de El Cristo.[11]

## Asociaciones
- Académico de número de la Real Academia Asturiana de Jurisprudencia.[1]

| Predecesor: Ignacio Vidau Argüelles | Presidente del Tribunal Superior de Justicia de Asturias 2019- en el cargo | Sucesor: - |